# Euterpe broadwayi
Euterpe broadwayi är en enhjärtbladig växtart som beskrevs av Odoardo Beccari och Walter Elias Broadway. Euterpe broadwayi ingår i släktet Euterpe och familjen Arecaceae. Inga underarter finns listade i Catalogue of Life.